# Devilman
Devilman (デビルマン, Debiruman) é um mangá japonês escrito e ilustrado por Go Nagai, que originalmente começou como uma adaptação em anime do conceito do mangá anterior de Nagai, Demon Lord Dante. Os 39 episódios de Devilman foram desenvolvidos pela Toei Animation em 1972, enquanto Nagai começou o Devilman como mangá na Weekly Shōnen Magazine, da Kodansha, apenas um mês antes do início do anime. Desde então, a série gerou inúmeros OVAs, um mangá, novelas e filmes.
Devilman e outros personagens da série aparecem em cameos várias vezes nos outros trabalhos de Go Nagai. O mais notável é o longa-metragem de Tomoharu Katsumata, de 1973, Mazinger Z vs. Devilman, que apresenta Devilman se unindo ao robô titular de Nagai para combater o Dr. Hell.

## Enredo
Akira Fudo é um adolescente tímido que vive com Miki Makimura e sua família depois que seus pais morreram em uma viagem ao Ártico. Um dia, o melhor amigo de Akira, Ryo Asuka, pede ajuda quando seu pai arqueólogo morreu após descobrir uma máscara durante uma escavação de antigas ruínas maias, confirmando a existência de predadores antigos que assimilam outras formas de vida para evoluir: demônios. A máscara é revelada como um crânio demoníaco fossilizado que mostra ao usuário o mundo como há muitos milênios atrás, quando demônios vagam pela Terra. O plano de Ryo é impedir o renascimento dos demônios: "Para combater um demônio, é preciso se tornar um demônio".
Ryo acredita que pessoas como Akira com um coração puro podem ser capazes de aproveitar os poderes de um demônio sem serem consumidos e Akira concorda em ajudar depois de encontrar demônios na casa de Ryo. Ryo leva seu amigo a uma boate no porão de seu pai, depois luta e tira sangue para atrair atenção demoníaca. Os demônios começam a possuir os clubbers e ameaçam Ryo e Akira, até que um poderoso demônio conhecido como Amon — o Senhor da Guerra, também chamado de Besta do Inferno — consuma Akira. Mas Akira consegue manter seu senso de si mesmo enquanto possui alguns dos traços de personalidade e poder de Amon quando ele se torna conhecido como Devilman. Ao longo da série, Devilman tem muitas batalhas com as hordas de demônios, encontrando inimigos como a amante da harpia de Amon, Sirène, e seu amante não correspondido Kaim, o demônio da água Geruma, e o grande demônio-tartaruga Jinmen, que incorpora as almas de suas vítimas em sua concha.
Eventualmente, os demônios iniciam uma guerra mundial com a humanidade, que causa pânico em massa e paranoia em todo o planeta, com a humanidade se voltando contra si mesma. Akira começa a reunir outros Devilmans como ele para combater os demônios, apenas para ser traído por Ryo depois que ele o expõe ao público. A traição de Ryo resulta nos pais de Miki sendo presos pelo governo, enquanto ela e seu irmão são violentamente assassinados por uma multidão paranoica que Akira mata em retribuição. Foi então que Ryo se revela como a reencarnação do anjo caído Satanás, tendo inconscientemente orquestrado seu verdadeiro plano enquanto explora as falhas da humanidade. Sem mais ninguém para proteger, Akira encerra sua amizade com Satanás, quando eles finalmente resolvem as coisas em uma batalha épica que dura vinte anos depois que a grande maioria da humanidade é extinta.
No dia da batalha final, o segundo em comando de Satanás, o arqui-demônio Zennon, critica Satanás por permitir que Akira esteja vivo, e questiona Satanás se ele se apaixonou por Akira, pelo qual Satanás afirma ser verdade. Zennon critica Satanás por isso, e implica que a transformação de Akira em Devilman foi orquestrada por Satanás simplesmente como uma maneira de tentar garantir que ele continuasse vivo após a guerra. Durante a batalha final, Satanás revela a Akira que os demônios foram criados sem intenção por Deus e que ele desafiou a ordem de matá-los, pois acreditava que eles tinham o direito de existir. Satanás convenceu os demônios a entrar em um estado de hibernação no gelo para conservar suas forças para a batalha final com Deus, despertando para encontrar a Terra devastada pela humanidade, que ele resolveu exterminar primeiro. Com o exército de Devilman derrotado pelos demônios, Satanás encontra Akira aparentemente inconsciente em uma ilha isolada no mar. Enquanto Satanás explica suas razões para atacar a humanidade e travar guerra contra os homens do diabo, ele começa a perceber que suas ações fizeram dele e dos demônios não melhores que Deus, depois aprende tarde demais que ele já matou Akira durante a batalha final. Então os anjos de Deus descem sobre o planeta, enquanto Satanás lamenta ao corpo dividido de Akira ao seu lado, o mundo é refeito de novo.

## Produção
Devilman evoluiu do mangá anterior de Go Nagai, Demon Lord Dante, depois que a Toei Animation abordou Nagai sobre transformar Dante em uma série de televisão. Os produtores queriam que certos elementos fossem atenuados, e um anti-herói mais humano foi criado. Devilman nasceu como resultado disso. A vestimenta de Devilman parece inspirada em um vilão do anime Gekko Kamen, de 1972. Go Nagai trabalhou no cenário do anime, juntamente com o renomado roteirista e romancista de ficção científica Masaki Tsuji, que escreveu os roteiros de 35 dos 39 episódios do anime.
Junto com o anime, Devilman também foi produzido como um mangá serializado na Weekly Shōnen Magazine, começando em 1972. Go Nagai projetou o mangá para ser mais "horroroso" e maduro do que o anime.
Nagai projetou Devilman como um trabalho anti-guerra; a fusão de humanos e demônios é uma analogia para o rascunho, e a morte violenta de Miki simboliza a morte da paz. "Não há justiça na guerra, nenhuma guerra", escreveu Nagai, "nem há justificativa para os seres humanos se matarem. Devilman carrega uma mensagem de aviso, enquanto caminhamos em direção a um futuro brilhante".

## Mídias

### Mangá
O mangá foi publicado originalmente pela Kodansha a partir de 11 de junho de 1972 a 24 de junho de 1973 na Weekly Shōnen Magazine. A série foi publicada em formato tankōbon várias vezes, a maioria delas pela Kodansha. A partir da publicação de 1987, a maioria das edições da Kodansha inclui Shin Devilman, que originalmente não era para ser incluído no cânon da série original, como parte dos volumes. O mangá foi traduzido para o inglês em uma série de cinco volumes bilíngues de mangá publicados pela Kodansha.
O mangá também foi publicado junto com Cutie Honey na revista Gekkan Kanzenban Devilman x Cutie Honey (月刊完全版デビルマン×キューティーハニー, gekkan kanzenban debiruman x kyūteī hanī), publicado pela JIVE em 2004 para aproveitar o lançamento dos filmes live-action de ambas as séries.
Shin Devilman (新デビルマン, Shin Debiruman) foi originalmente publicado na revista Shōnen Magazine Special, da Kodansha, em 25 de maio de 1979, 25 de janeiro de 1980, 15 de setembro de 1980, 6 de março de 1981 e 8 de maio de 1981. Todos os capítulos foram ilustrados por Go Nagai, porém o primeiro contou com a colaboração escrita de Masaki Tsuji, enquanto os capítulos dois e três foram escritos por Hiroshi Koenji. O restante dos capítulos foram feitos por Nagai. O mangá é, por vezes, conhecido como Devilman 2 and Neo Devilman.
Um one-shot, que não é originalmente parte de Shin Devilman, mas que sempre foi compilado com a série tankōbon, foi publicado na revista Variety por Kadokawa Shoten. Esta história de dezesseis páginas não possui texto e apresenta os momentos de Akira após a morte de Miki na série original, mas antes da batalha com Satanás, enquanto ele enterra os restos de Miki e encontra Ryo.
No Brasil, a editora Newpop publicou a obra entre 2019 e 2020 no formato edição histórica, em 2 volumes.

### Sequências e Spin-offs
Shin Devilman foi originalmente publicado na revista Shōnen Magazine Special, da Kodansha, em 25 de maio de 1979, 25 de janeiro de 1980, 15 de setembro de 1980, 6 de março de 1981 e 8 de maio de 1981.
Também foi republicado junto com Cutie Honey na revista Gekkan Kanzenban Devilman x Cutie Honey (月刊完全版デビルマン×キューティーハニー, gekkan kanzenban debiruman x kyūteī hanī), publicado pela JIVE em 2004, para aproveitar o lançamento dos filmes live-action de ambas as séries.
Devilman Lady (também chamado de The Devil Lady nos Estados Unidos) é um anime e mangá publicado de 1997 a 2000, é uma espécie de reimaginação e uma espécie de sequência furtiva da série Devilman, só que agora com uma protagonista feminina. Curiosamente em certo momento da trama, Nagai conecta a história aos eventos da Divina Comédia de Dante Alighieri, anteriormente adaptado para quadrinhos pelo mangaká.
Devilman Grimoire, foi publicado na revista Champion Red de 19 de março de 2012 a 19 de dezembro de 2013. Foi escrito por Go Nagai e ilustrado por Rui Takato.
Devilman Saga foi lançado de 25 de dezembro de 2014 até 10 de março de 2020, pela Shogakukan, escrito e ilustrado por Nagai.

### Adaptações animadas
O anime teve 39 episódios e foi transmitido de 8 de julho de 1972 a 7 de abril de 1973 na NET (agora TV Asahi). Fora do Japão, o anime foi transmitido na Itália em 1983 e teve grande popularidade por lá. Um conjunto de DVD da série foi lançado no Japão em 21 de setembro de 2002. O anime foi licenciado pela primeira vez na América do Norte pela Discotek Media, que lançou a série em DVD em 2014.
Devilman: The Birth (デビルマン 誕生編, Debiruman Tanjō Hen) foi lançado em 1 de novembro de 1987 pela King Records. Foi seguido por Devilman: Demon Bird Sirène (デビルマン 妖鳥シレーヌ編, Debiruman Yōchō Shirēnu Hen), lançado em 25 de fevereiro de 1990 pela Bandai Visual. Kazuo Komatsubara, um diretor do anime, foi o designer de personagens dos OVAs, animados pela Oh Production.
Ambos foram dirigidos por Umanosuke Iida (creditado sob seu nome de nascimento, Tsutomu Iida) e foram desenvolvidos em conjunto com o próprio Nagai. A trama dos OVAs gira em torno da transformação de Akira em Devilman até sua batalha com Sirène. Além de algumas pequenas alterações, os OVAs são fiéis ao mangá original. Ambos os OVAs foram lançados em Laserdisc e em um único DVD da Bandai Visual em 28 de março de 2003. Os dois OVAs também foram o único anime Devilman a ser lançado comercialmente nos Estados Unidos (pela Manga Entertainment) antes de 2014. O lançamento em DVD incluía apenas a versão dublada em inglês (a versão japonesa original foi lançada anteriormente em VHS em 1995 pela LA Hero e pela Dark Image Entertainment).
Um crossover OVA chamado CB Chara Nagai Go World temos Violence Jack, Mazinger Z e Devilman dividindo espaço em situações de comédia, e o longa-metragem de Tomoharu Katsumata, de 1973, Mazinger Z vs. Devilman, que apresenta Devilman se unindo ao robô titular de Nagai para combater o Dr. Hell.
Cyborg 009 vs. Devilman é um crossover OVA de 3 episódios entre Cyborg 009 e Devilman, lançado 17 de outubro de 2015. O OVA foi uma produção conjunta entre a Ishinomori Productions e a Dynamic Productions e viu o retorno do diretor Jun Kawagoe, que já havia trabalhado no anime Cyborg 009 de 2001. O OVA se passa cronologicamente antes da Batalha Final contra o Fantasma Negro em Cyborg 009 e após a luta contra o demônio Jinmen de Devilman.
DEVILMAN crybaby é uma adaptação animada de 2018 de Devilman por Go Nagai. Dirigido por Masaaki Yuasa (The Tatami Galaxy, Mind Game, Ping Pong), produzido pelo estúdio Science Saru, e escrito por Ichiro Okouchi (Code Geass, Kabaneri of the Iron Fortress), foi lançado internacionalmente no serviço de streaming Netflix em janeiro de 2018.